# Judo Saga
Judo Saga (japonsko 姿三四郎, Hepburn Sugata Sanshirō) je japonski akcijski film iz leta 1943, režiserski prvenec Akire Kurosave, ki je napisal tudi scenarij in temelji na romanu Sanširo Sugata Tomite Cunee. Zgodba sledi talentiranemu mlademu Sanširu, ki potuje iz mesta v mesto v želji po učenju ju jutsa. Toda izve za novo obliko samoobrambe judo. Glavni lik temelji na Saigu Širu.
Premierno je bil prikazan 25. marca 1943, v ZDA pa šele 28. aprila 1974. Japonski cenzorji so film skrajšali iz prvotnih 97 na 79 minut. Izrezani prizori se niso ohranili, le prvotni scenarij. Velja za zgodnji primer Kurosavinega takojšnjega razumevanja filmskega procesa in vsebuje več značilnosti njegovih filmov, kot so uporaba wipe prehodov med prizori, poudarjanje razpoloženja likov preko vremena in nenadno spreminjanje hitrosti kamere. Film je bil v svojem času precej vpliven in po njen so posneli kar pet remakov. Leta 1945 je Kurosava posnel nadaljevanje Judo Saga II.

## Vloge
- Susumu Fudžita kot Sanširo Sugata
- Dendžiro Okoči kot Šogoro Jano
- Jukiko Todoroki kot Sajo Murai
- Rjunosuke Cukigata kot Gennosuke Higaki
- Takaši Šimura kot Hansuke Murai
- Ranko Hanai kot Osumi Kodana
- Sugisaku Aojama kot Cunetami Iimura
- Ičiro Sugai kot policijski načelnik Mičicune Mišima
- Joshio Kosugi kot Saburo Kodama
- Kokuten Kodo kot budistični menih
- Mičisaburo Segava kot Vada
- Akitake Kono kot Jošima Dan
- Šodži Kijokava kot Judžiro Toda
- Kunio Mita kot Kōhei Cuzaki
- Akira Nakamura kot Toranosuki Niiseki
- Eisaburo Sakauči kot Nemeto
- Hadžime Hikari kot Torakiči